# Julia Brownley
Julia Brownley, nata Andrews (Aiken, 28 agosto 1952), è una politica statunitense, membro della Camera dei Rappresentanti per lo stato della California dal 2013.

## Biografia
Nata nella Carolina del Sud, dopo gli studi alla George Washington University la Brownley lavorò per diverse compagnie come esperta di marketing.
Nel frattempo si dedicò anche alla politica e aderì al Partito Democratico. Dal 1994 al 2006 fu presidente del Consiglio Scolastico di Santa Monica-Malibù e nel 2006 venne eletta all'interno della legislatura statale della California.
Dopo sei anni, la Brownley decise di candidarsi alla Camera dei Rappresentanti e riuscì ad essere eletta deputata.
La Brownley, che si configura come progressista, è madre di due figli.